# Cellaria atlantida
Cellaria atlantida is een mosdiertjessoort uit de familie van de Cellariidae. De wetenschappelijke naam van de soort is voor het eerst geldig gepubliceerd in 1967 door Cook.